# Большой, Амос Александрович
Амос Александрович Большой (1910—1985) — советский военный учёный в области разработки и применения методов телеуправления и телеконтроля для космических аппаратов и искусственных спутников Земли, доктор технических наук (1969), инженер-полковник (1973). Лауреат Ленинской премии (1966).

## Биография
Родился 1 декабря 1910 года в Харькове.
С 1931 по 1936 год обучался в Одесском институте инженеров связи. В 1936 году призван в ряды РККА. С 1937 по 1941 год обучался в Военной электротехнической академии РККА имени С. М. Будённого. С 1941 года направлен в действующую армию, участник Великой Отечественной войны в составе 18-й воздушной армии в должностях техника телефонной станции и начальника мастерской отдельного полка связи, старшего техника и начальника стационарных мастерских связи Управления связи этой армии. Воевал на Южном, Юго-Западном и Северо-Кавказском фронтах. 
С 1945 по 1952 год служил в Главном артиллерийском управлении Министерства обороны СССР в должности старшего офицера 4-го управления. С 1952 года служил в системе Военного представительства МО СССР: с 1952 по 1954 год — старший военный представитель при заводе № 897 МЭП СССР, с 1954 по 1958 год —старший военный представитель при НИИ-885 МПСС СССР. С 1958 по 1963 год на научно-исследовательской работе в  НИИ-4 Министерства обороны СССР в качестве начальника отдела и начальника координационно-вычислительного центра. А. А. Большой принимал участие в разработке и применении методов телеуправления и телеконтроля первыми космическими аппаратами и искусственными спутниками Земли. А. А. Большой являлся руководителем группы по координации и связи при Государственной комиссии по испытаниям первого пилотируемого космического корабля «Восход».
С 1963 по 1972 год на научно-исследовательской работе в Центре контрольно-измерительного комплекса искусственных спутников Земли и космических объектов в качестве начальника Научно-координационной вычислительной части. В 1969 году А. А. Большой защитил диссертацию на соискание учёной степени доктор технических наук. По предложению академика С. П. Королёва, А. А. Большой был назначен руководителем Главными оперативными группами управления при работах по лунной программе и космической программе Венера, занимался координацией работ в Центре управления дальней космической связи по автоматическим межпланетным станциям «Луна-4», «Луна-5», «Луна-6», «Луна-7» и «Луна-8», «Венера-1», «Венера-2» и «Венера-3», а так же по космическими аппаратами программы Зонд — «Зонд-1» и «Зонд-2». В 1969 году за заслуги по созданию методов телеуправления для космических аппаратов А. А. Большой был удостоен Ленинской премии.
С 1973 года в запасе.
Скончался 16 января 1985 года в Москве. Похоронен на Хованском кладбище.

## Награды, премии
- Орден Отечественной войны 2-й степени (25.07.1945)
- Орден Трудового Красного Знамени
- два ордена Красной Звезды (11.11.1943, 30.12.1956)
- Орден «Знак Почёта»  (21.12.1957)
- две медали «За боевые заслуги» (22.10.1942, 19.11.1951)
- Медаль «За победу над Германией в Великой Отечественной войне 1941—1945 гг.»
- Ленинская премия (1969)[1][3][2][6]